# Jehuda Roth
Jehuda Roth (hebrejsky  יהודה רוֹת‎; 23. července 1908 – 10. května 1990) byl izraelský archeolog, považovaný za zakladatele izraelské prehistorické archeologie, zakladatel Muzea jarmucké kultury v kibucu Ša'ar ha-Golan, které bylo po něm posmrtně pojmenováno.

## Životopis
Jehuda Roth se narodil roku 1908 v Nových Zámcích, kde byl jeho otec ředitelem židovské školy. Studoval architekturu v Brně, ale studia nedokončil. V roce 1931 vycestoval do tehdejší Palestiny. V roce 1937 spoluzaložil kibuc Ša'ar ha-Golan. Během stavby rybničních nádrží v roce 1941 objevil neolitické naleziště, jehož hlavní průzkum proběhl v letech 1949–1952 pod vedením Mošeho Štekelise. Jde o hlavní naleziště jarmucké kultury.
Roku 1950 založil Muzeum jarmucké kultury, které 40 let vedl.